# タガンログ湾

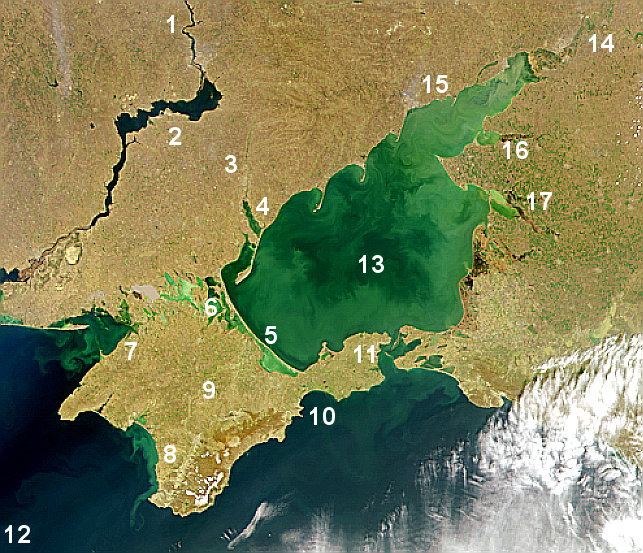
アゾフ海の衛星写真。15がタガンログ湾。

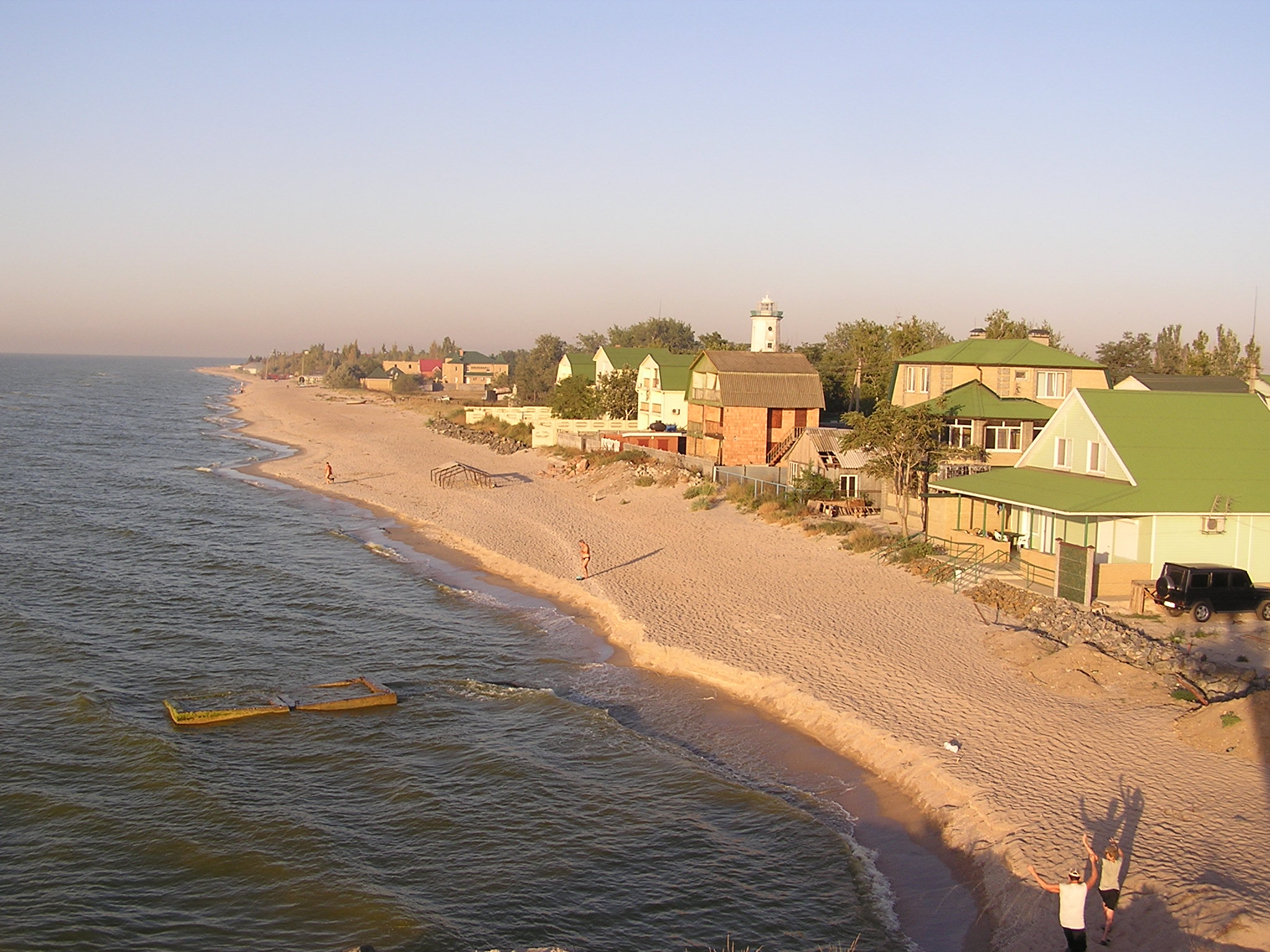
砂嘴の海岸

タガンログ湾（タガンログわん、ロシア語:Таганрогский заливタガンロークスキイ・ザリーフ）はアゾフ海北東にある湾である。タガンログ湾の北東端はドン川の河口となっている。湾の全長は140 km、平均水深は5 mであるが、極めて浅い箇所が多い。12月から5月は氷結する。湾の北部と南部には砂嘴で特徴的な海岸線を形成している。ドン川のほか、カルミウス川、ミウス川が注ぐ。
湾に面した主要な都市はタガンログ、エイスクで、ロストフ・ナ・ドヌーは湾からドン川を数キロ溯ったところにある。
座標: 北緯46度59分9.24秒 東経38度26分57.84秒 / 北緯46.9859000度 東経38.4494000度